# Viscum crassulae
Viscum crassulae är en sandelträdsväxtart som beskrevs av Eckl. & Zeyh.. Viscum crassulae ingår i släktet mistlar, och familjen sandelträdsväxter. Inga underarter finns listade i Catalogue of Life.